# Копальня Ібра
Копальня Ібра — гірничовидобувний майданчик з видобутку марганцевої руди на півночі Оману, яким опікувалась компанія Gulf Mining.
На півночі Оману виявлені невеликі родовища марганцевих руд, розробка яких почалась лише в 2010-х роках. Спершу запустили свої рудники компанії Al Tamman Trading та Al Jood Natural Recources, а у другій половині десятиліття до них приєдналась Gulf Mining, що вела видобуток у районі міста Ібра. При цьому в 2018-му вона запустила в дію першу в історії Оману збагачувальну фабрику марганцевих руд річною потужністю 180 тисяч тонн.
Запуск копальні Gulf Mining мав істотний, але короткочасний вплив на видобуток марганцевої руди в Омані. Так, у 2018-му в країні видобули 45 тисяч тонн, що було суттєво більше за показник 2017 року — 14 тисяч тонн. Втім, вже в 2019-му в Омані виробили 33 тисячі тонн, а наступного року лише 7 тисяч тонн. Також можливо відзначити, що станом на початок 2020-х років єдиним виробником марганцевої руди в Омані була нещодавно введена копальня компанії Trust Mining в районі Рас-аль-Хадд.